# Laurent Henkinet
Laurent Henkinet (Rocourt 14 september 1992) is een voormalig Belgisch voetballer die speelde als doelman. Hij speelde onder meer bij Standard Luik.

## Carrière
In het seizoen 2010-11 maakte hij als reservedoelman van KSK Tongeren de overstap naar eersteklasser Sint-Truiden. Al snel maakte hij zijn debuut bij de Kanaries. Op 6 november kwam hij na de rust de geblesseerde doelman Sven Van der Jeugt vervangen in de thuiswedstrijd tegen Zulte Waregem. Na een aantal wedstrijd gespeeld te hebben liep hij een blessure aan de Meniscus op. Hierdoor kon hij enkele maanden niet spelen. In juli 2011 tekende hij een contract van 4 jaar bij Standard Luik waar hij nog enkele maanden niet inzetbaar was door revalidatie. Mede door de sterke concurrentie kreeg hij nauwelijks kansen tot spelen. Dit resulteerde in uitleenbeurten aan zijn voormalige club Sint-Truiden en KFC Dessel Sport. In juli 2014 tekende hij een contract bij KV Kortrijk. Vervolgens vertrok hij in 2015 naar Waasland-Beveren waar hij op 28 september 2016 werd ontslagen nadat bleek dat hij op voetbalwedstrijden waarin hij zelf stond opgesteld had gegokt. Nadien bleef het lange tijd stil rond de doelman. Tot dinsdag 27 december 2016. Die dag tekende hij een contract bij Oud-Heverlee Leuven, dat hem vastlegde tot het einde van het seizoen.
In de zomer van 2020 verliet hij Leuven om een contract te tekenen bij zijn ex-club Standard Luik. Bij Standard wordt hij aangetrokken om als back-up te fungeren voor eerste doelman Arnaud Bodart.

## Clubstatistieken
| Seizoen | Club             | Land            | Competitie         | Competitie | Competitie | Beker | Beker | Internationaal | Internationaal | Totaal | Totaal |
| Seizoen | Club             | Land            | Competitie         | Wed.       | Dlp.       | Wed.  | Dlp.  | Wed.           | Dlp.           | Wed.   | Dlp.   |
| ------- | ---------------- | --------------- | ------------------ | ---------- | ---------- | ----- | ----- | -------------- | -------------- | ------ | ------ |
| 2010/11 | Sint-Truiden     | Vlag van België | Jupiler Pro League | 7          | 0          | 0     | 0     | —              | —              | 7      | 0      |
| 2011/12 | Standard Luik    | Vlag van België | Jupiler Pro League | 0          | 0          | 0     | 0     | 0              | 0              | 0      | 0      |
| 2012/13 | → Dessel Sport   | Vlag van België | Proximus League    | 14         | 0          | 0     | 0     | —              | —              | 14     | 0      |
| 2013/14 | → Sint-Truiden   | Vlag van België | Proximus League    | 9          | 0          | 0     | 0     | —              | —              | 9      | 0      |
| 2014/15 | KV Kortrijk      | Vlag van België | Jupiler Pro League | 18         | 0          | 2     | 0     | —              | —              | 20     | 0      |
| 2015/16 | Waasland-Beveren | Vlag van België | Jupiler Pro League | 22         | 0          | 1     | 0     | —              | —              | 23     | 0      |
| 2016/17 | Waasland-Beveren | Vlag van België | Jupiler Pro League | 0          | 0          | 0     | 0     | —              | —              | 0      | 0      |
| 2016/17 | OH Leuven        | Vlag van België | Proximus League    | 12         | 0          | 0     | 0     | —              | —              | 12     | 0      |
| 2017/18 | OH Leuven        | Vlag van België | Proximus League    | 3          | 0          | 0     | 0     | —              | —              | 3      | 0      |
| 2018/19 | OH Leuven        | Vlag van België | Proximus League    | 16         | 0          | 0     | 0     | —              | —              | 16     | 0      |
| 2019/20 | OH Leuven        | Vlag van België | Proximus League    | 24         | 0          | 0     | 0     | —              | —              | 24     | 0      |
| 2020/21 | Standard Luik    | Vlag van België | Jupiler Pro League | 1          | 0          | 1     | 0     | 0              | 0              | 2      | 0      |
| Totaal  | Totaal           | Totaal          | Totaal             | 125        | 0          | 4     | 0     | 0              | 0              | 129    | 0      |